# Bloomingdale's
Bloomingdale's Inc. er en amerikansk luksus stormagasinkæde. Den blev etableret i New York City af Joseph B. og Lyman G. Bloomingdale i 1861. I 1930 blev den en del af Federated Department Stores, som i 2007 skiftede navn til Macy's, Inc.. I 2022 havde de 55 forretninger, hvoraf 35 var stormagasiner og 20 var outlets.